# Hôtel de ville de Provins
L'hôtel de ville de Provins est bâtiment qui abrite les services municipaux de Provins, en France.

## Localisation
L'hôtel de ville est situé dans la ville-basse de Provins, en Seine-et-Marne, au 5 place du Maréchal-Leclerc.

## Historique
L'édifice occupe l'emplacement d'une ancienne halle, antérieure au XIIIe siècle. Lors de la Révolution française, la halle est démolie et remplacée par un nouvel édifice. En 1841, la commune l'achète, effectue des travaux et y transfère l'administration communale.